# 塞康第哈萨卡斯足球俱乐部
塞康第哈萨卡斯足球俱乐部（Sekondi Hasaacas FC）是加纳的职业足球俱乐部，位于加纳塞康第－塔科拉迪。俱乐部成立于1931年，俱乐部制体育场为格安杜公园球场（Gyandu Park）。
俱乐部已流畅的整体足球和良好的球队纪律而著名，队色为红，白和绿色

## 1958年骚乱
哈萨卡斯在1958年由于一次发生在加纳业余足球协会比赛的冲突中被驱逐出原先的主场塞康第。随后哈萨卡斯将主场移往塔夸。直到1966年的政变，球队将主场迁回塞康第。

## 球队荣誉
- 加纳足球甲级联赛: 1次

1977
- 加纳足协杯: 1次

1985
- 加纳SWAG杯: 2次

1982, 1983
- 加纳Telecom赛事: 1次

1988/89
- 西非足球联盟杯 (WAFU): 1983